# Carla Lapa
Carla Lapa (Carpina, 30 de agosto de 1976) é uma política brasileira. É advogada e deputada estadual pelo estado de Pernambuco. Foi vice-prefeita de sua cidade natal, mas renunciou para assumir seu primeiro mandato na Assembleia Legislativa em 2002 pelo PSB.

## Biografia
Segunda mais nova deputada estadual do país, por dois anos atuou como líder do PSB na Assembleia Legislativa do Estado.
Em 7 de dezembro de 2004, após o período na liderança partidária, concorreu ao cargo de Quarta Secretária da Mesa Diretora para o biênio de janeiro de 2005 a janeiro de 2007, sendo eleita com a expressiva votação de 45 votos de um total de 49 deputados.
Ainda no seu primeiro mandato legislativo estadual, foi presidente da Comissão Especial de Combate à Exploração Sexual de Crianças e Adolescentes em Pernambuco e integrou, como titular, a Comissão de Constituição, Legislação e Justiça no período de janeiro de 2003 a dezembro de 2004.
A deputada Carla Lapa é a segunda mulher, na história da Casa Legislativa pernambucana, a receber o Prêmio Leão do Norte, desde a sua criação em 1971, vencendo na categoria Desenvolvimento Cultural, em um resultado quase unânime: foram 11 votos a favor numa comissão formada por 15 integrantes. (Fonte: sítio pessoal e da Assembleia Legislativa de Pernambuco)
Na última eleição (outubro de 2005), renovou seu mandato com 35 101 votos (Fonte: TRE-PE), exercendo, mais uma vez a liderança da bancada no PSB, além de integrar, como titular, das comissões permanentes de Constituição, Legislação e Justiça, de Defesa dos Direitos da Mulher e de Ética, além de suplente na de Ciência, Tecnologia e Informática.